# 台儿庄古城
台儿庄古城，位于中国山东省枣庄市台儿庄区。原台儿庄古城在1938年台儿庄战役中严重毁损，后于2009年至2013年重建。台儿庄景区被列入国家5A级旅游景区。

## 历史
明朝万历三十四年（1604年），因京杭运河台儿庄段管理维护之需，河道总督曹时聘奏请在台儿庄段运河沿线设立邮驿、公署等机构，台儿庄开始成为区域商贸重镇。
清朝顺治四年（1647年），蒋鸣玉等建台儿庄土城，翌年竣工。土城南傍运河，东西2.5公里，南北1.25公里。清代中期，西城墙东移，台儿庄城东西宽度缩减为1.5公里。咸丰七年（1857年），台儿庄城墙改为砖墙。
1938年3月，台儿庄战役爆发，台儿庄古城毁损严重。
2009年8月11日，台儿庄古城重建正式动工；2013年8月5日，台儿庄古城重建竣工仪式举行。

## 现状
重建后的台儿庄古城面积两平方公里，是中华人民共和国国家5A级旅游景区。